# Peperomia asplundii
Peperomia asplundii är en pepparväxtart som beskrevs av Truman George Yuncker. Peperomia asplundii ingår i släktet peperomior, och familjen pepparväxter. Inga underarter finns listade i Catalogue of Life.